# هنري جيمس برايس
هنري جيمس برايس هو سياسي كندي، ولد في 17 أكتوبر 1919 في أوين ساوند في كندا، وتوفي في 21 ديسمبر 1989 في أونتاريو في كندا. حزبياً، نشط في حزب أونتاريو المحافظ التقدمي. وقد انتخب عضو برلمان مقاطعة أونتاريو.